# Vlkov (Nová Paka)
Vlkov je část města Nová Paka v okrese Jičín. Nachází se na jihozápadě Nové Paky. Prochází zde silnice I/16. V roce 2014 zde bylo evidováno 31 adres. V roce 2001 zde trvale žilo 36 obyvatel.
Vlkov leží v katastrálním území Nová Paka o výměře 7,19 km2.